# Frank Løke
Pour les articles homonymes, voir Løke.
Frank Løke, né le 6 février 1980 à Sandefjord, est un handballeur norvégien, évoluant au poste de pivot. Sa sœur Heidi Løke joue également au poste de pivot, notamment avec l'équipe nationale norvégienne.

## Biographie
En juin 2009, Løke signe simultanément un contrat avec deux clubs, le Skjern Håndbold et le RK Zagreb. Ayant finalement opté pour le club croate, Skjern a déposé plainte auprès de l'EHF qui a suspendu le joueur de toute compétition européenne pendant neuf mois. Après avoir fait appel de la décision, Løke a pu évoluer sous le maillot du RK Zagreb jusqu'à la confirmation de la sanction par l'EHF, soit neuf mois à compter du 13 janvier 2010. Peu de temps après, il signe pour le club allemand du TuS N-Lübbecke.

## Palmarès

### Club
compétitions nationales 
- Vainqueur du Championnat de Norvège (2) : 1999, 2002
- Vainqueur du Championnat de Suisse (2) : 2008, 2009
- Vainqueur de la Coupe de Suisse (1) : 2009

### Sélection nationale
- Autres[1]
  - Début en Équipe de Norvège le 6 janvier 2001 contre l'Arabie Saoudite
  - Dernière sélection le 21 janvier 2011 contre l'Allemagne
  - 186 sélections nationales, 646 buts

### Distinctions personnelles
- Élu meilleur pivot du championnat d'Europe 2008[4]